# 코르마노
코르마노(밀라노어: Cormàn lmo)는 이탈리아 롬바르디아주 밀라노 광역시에 있는 코무네로, 밀라노 북쪽으로 약 9 킬로미터 (6 mi) 떨어진 곳에 위치한다.
코르마노는 다음 코무네와 접한다: 파데르노두냐노, 볼라테, 쿠사노 밀라니노, 브레소, 노바테 밀라네세, 밀라노.
이전에는 2015년에 폐쇄된 코르마노-쿠사노 밀라니노 철도역이 있었으며, Cormano-Cusano Milanino railway station으로 대체되었다.